# Tingsryd (đô thị)
Đô thị Tingsryd (Tingsryds kommun) là một đô thị ở hạt Småland, phía nam Thụy Điển, ở đông nam hạt Kronoberg, với thủ phủ là thị xã Tingsryd.
Đô thị hiện nay được lập trong cuộc cải cách chính quyền năm 1971 khi phố thị (köping) Tingsryd (thành lập năm 1921) được hợp nhất với các đơn vị xung quanh.
Đô thị Tingsryd có gần 2000 con ngựa. Có khoảng 38% dân số sống ở nông thôn. Ở đây có miệng núi lửa Mien, một dấu tích của thiên thạch đâm vào khoảng 120 triệu năm trước.

## Các đơn vị dân cư trực thuộc
Có 8 khu vực đô thị (cũng gọi là Tätort hay đơn vị địa phương) tại đô thị Tingsryd.
Bảng dưới đây liệt kê các đơn vị trực thuộc của đô thị này theo quy mô dân số thời điểm 31 tháng 12 năm 2005. Thủ phủ được bôi đậm.
| # | Địa phương | Dân số |
| - | ---------- | ------ |
| 1 | Tingsryd   | 3.023  |
| 2 | Ryd        | 1.446  |
| 3 | Väckelsång | 979    |
| 4 | Urshult    | 813    |
| 5 | Linneryd   | 541    |
| 6 | Konga      | 508    |
| 7 | Rävemåla   | 323    |
| 8 | Fridafors  | 296    |